# Giuseppe Calandrelli
L'abate Giuseppe Calandrelli (Zagarolo, 22 maggio 1749 – Roma, 24 dicembre 1827) è stato un astronomo e matematico italiano.

## Biografia
Persona di ottima indole e vivace ingegno, sotto la protezione del cardinale Flavio Chigi, nel 1768 completò il corso di filosofia e fu ordinato sacerdote. Destinato alla professione di avvocato, comprese che «falsa era la strada a lui segnata». Si ritirò dunque nel seminario di Magliano in Sabina in cui dimorò per quattro anni dedicandosi alle scienze naturali.
Dopo la soppressione della Compagnia di Gesù, quando la direzione del Collegio Romano fu affidata a sacerdoti secolari, il giovane Calandrelli si perfezionò nelle discipline scientifiche e divenne un sostituto del suo maestro Padre François Jacquier. Ottenne molti incarichi prestigiosi: lezioni di fisica al posto del defunto professore, direzione dell'Accademia di Fisica, incarico del Papa di munire di conduttori elettrici il palazzo pontificio del Quirinale e altri. Fondò a Roma la scuola di astronomia. Perfezionò il settore zenitale di nove piedi e determinò con grande precisione la latitudine della specola (41° 53' 54", 32).
Nel 1815 il Calandrelli fu sollevato dagli impegni della didattica e si dedicò interamente agli studi, fino al 1824, quando il Collegio Romano fu restituito alla Compagnia di Gesù. Egli si ritirò nel seminario di Sant'Apollinare, dove morì nella notte di Natale del 1827 a causa di una malattia infiammatoria. Le sue spoglie riposano nella chiesa di Sant'Apollinare.

## Attività
Tra i suoi lavori, studi e ricerche ricordiamo i più importanti:
- studi e osservazioni di eclissi, la determinazione della latitudine della specola
- studi sulla questione dei logaritmi immaginari
- studi di meteorologia
- studi dettagliati sulla riforma del calendario gregoriano
- studi matematici relativi alla determinazione del giorno della Pasqua e di tutte le feste mobili legate a questa data 
  - metodo per regolare “la decima quarta pasquale a non precedere stabilmente il plenilunio medio astronomico dedotto anche da un nuovo Ciclo e nel tempo stesso ricondurre al di 21 marzo l'ingresso del Sole in Ariete nei secoli avvenire”
- osservazioni e studi su Mercurio
- studi di topografia in particolare relativi al corso dei fiumi Nera e Velino (1787)
- osservazioni di parallassi stellari
- studi relativi alla rifrazione della luce solare
- descrizione di un nuovo pirometro per misurare la dilatazione dei metalli per qualunque grado di temperatura
- formule per la misura delle altezze con l'uso del barometro
- studio sull'aberrazione della luce del Sole e delle stelle fisse
- esame della meridiana della Torre dei venti al Vaticano.